# Pulpit

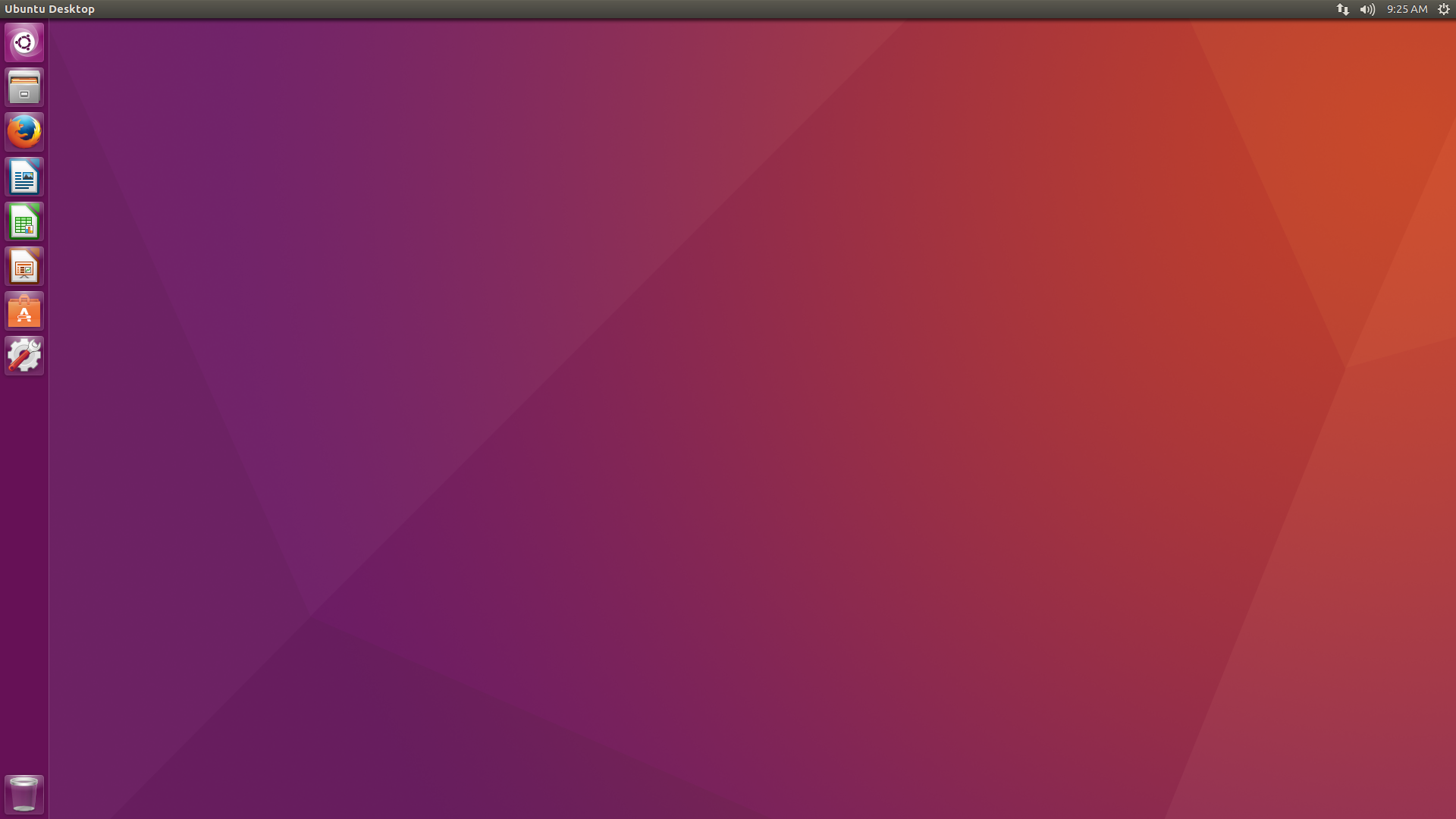
Pulpit: Unity (Ubuntu)

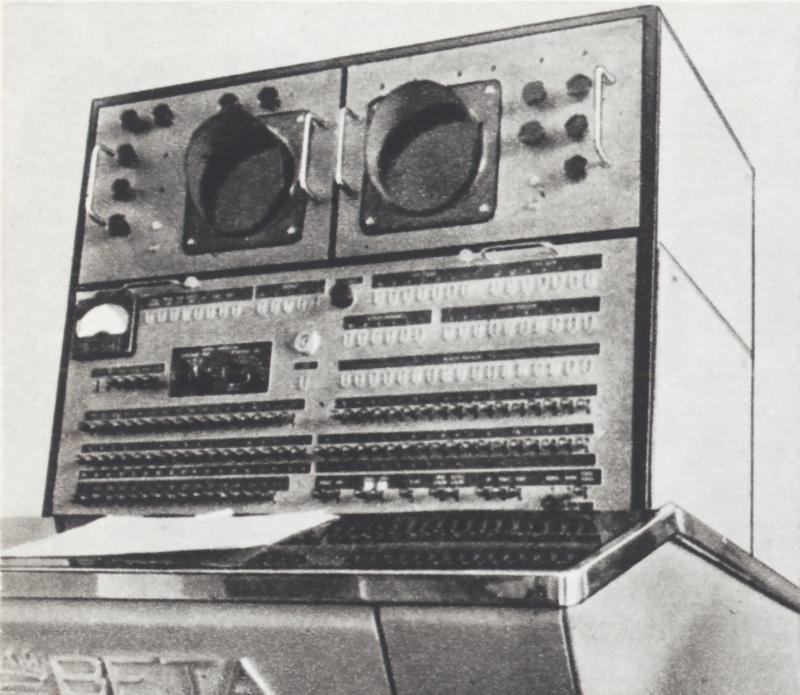
Pulpit sterowniczy komputera pierwszej generacji ZAM-2

Pulpit (ang. desktop) – podstawowy obszar roboczy w systemach operacyjnych, których powłoka graficzna (interfejs GUI) oparta jest na tzw. oknach. Najpopularniejsze systemy tego rodzaju:
- Pulpit: XFCEMicrosoft Windows
- Mac OS

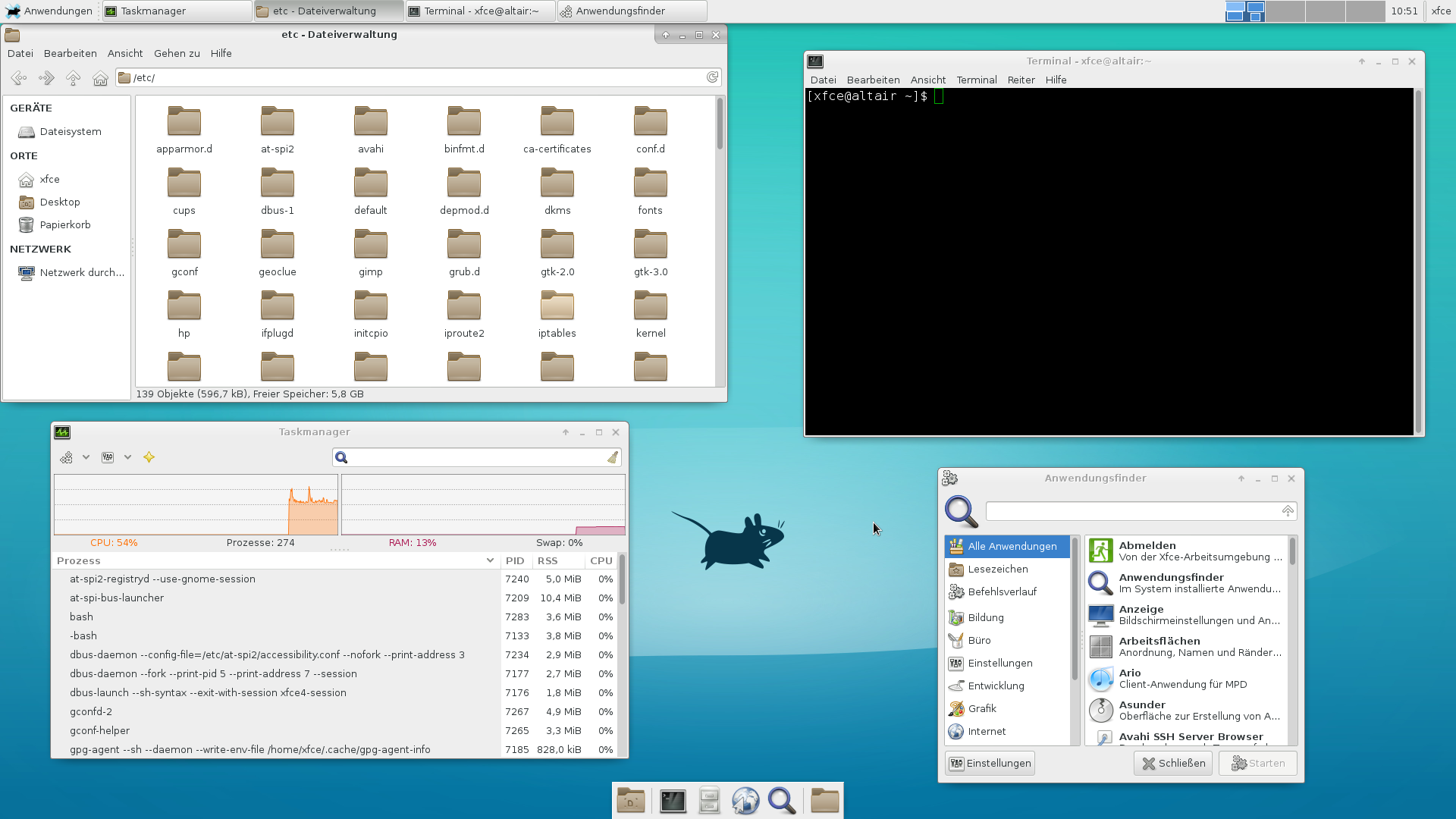
Pulpit: XFCE

- Linux (powłoki GNOME, KDE, XFCE, LXQT, LXDE i inne)
- Amiga Workbench.

Na pulpicie znajdują się ikony, inaczej: odsyłacze lub skróty, odwołujące się do najważniejszych elementów interfejsu użytkownika, a także do istniejącego w systemie oprogramowania.
Użytkownik może definiować na pulpicie skróty własne, tworzyć katalogi (foldery) i podkatalogi, umieszczać pliki. W systemie plików pulpit jest bowiem odzwierciedleniem stanu katalogu znajdującego się w profilu użytkownika, co pozwala na zmianę jego struktury.
Podstawowe elementy pulpitu, poza skrótami z ikonami, to: pasek zadań, pasek szybkiego uruchamiania, przycisk nawigacyjny „Start” (Microsoft Windows) - prowadzący do rozwijalnego menu, które zawiera odnośniki do elementów umożliwiających sterowanie i konfigurację systemu oraz do wszystkich zainstalowanych aplikacji.
Obecnie pulpit, prócz funkcji użytkowej, spełnia także funkcję ozdobną: można modyfikować wygląd ikon i tła, ustawiać tapety, dokonywać zmian w wielkości i wyglądzie liter, rozdzielczości ekranu itp.
W większości systemów z powłoką graficzną (GUI) zasady działania, elementy oraz wygląd pulpitu są do siebie bardzo podobne.

## Historia
- 1963 – pojawia się program Sketchpad autorstwa Ivana Sutherlanda, umożliwiający sterowanie elementami na ekranie komputera za pomocą pióra świetlnego. Sketchpad uznawany jest za pierwszy interfejs GUI.
- 1968 – system oN-Line stworzony przez Douglasa Engelbarta jako pierwszy wykorzystuje w pracy z komputerem myszkę oraz okna na ekranie monitora.
- 1973 – w Alto, komputerze firmy Xerox, pojawia się bardziej zaawansowany interfejs graficzny, sukcesywnie rozwijany i nazwany z czasem interfejsem Xerox Star. W kolejnym dziesięcioleciu obserwujemy rozwój zbliżonej do dzisiejszych interfejsów formułę WYSIWYG.
- 1983 – komputer Lisa, produkt małej jeszcze wówczas firmy Apple, wykorzystuje interfejs graficzny stworzony na bazie pomysłów Xeroxa, lecz bardziej funkcjonalny i bogatszy o elementy, które istnieją na pulpicie do dziś.
- 1984 – firma Apple przedstawia nowy produkt, komputer Macintosh, wydajniejszy i tańszy od swej poprzedniczki Lisy, standardowo już wyposażony w przyjazny interfejs graficzny. Od tej pory Macintosh cieszy się ogromną popularnością wśród użytkowników indywidualnych.
- 1985 – zainspirowany systemem Macintosha, amerykanin Bill Gates tworzy nakładkę graficzną na system MS-DOS, nadając jej nazwę Windows. Odtąd rozwój GUI, a więc także pulpitu, który jest jego częścią, staje się bardziej dynamiczny. Dotyczy to niemal wszystkich platform systemowych.
- 1995 – Windows ewoluuje, z nakładki operacyjnej przeradza się w system operacyjny.